# Kuweit (oraș)
Kuweit (în limba arabă: Al-Kuwait - الكويت), cu o populație de 32.403 (conform recesământului din anul 2005), este capitala emiratului Kuweit.

## Suburbii

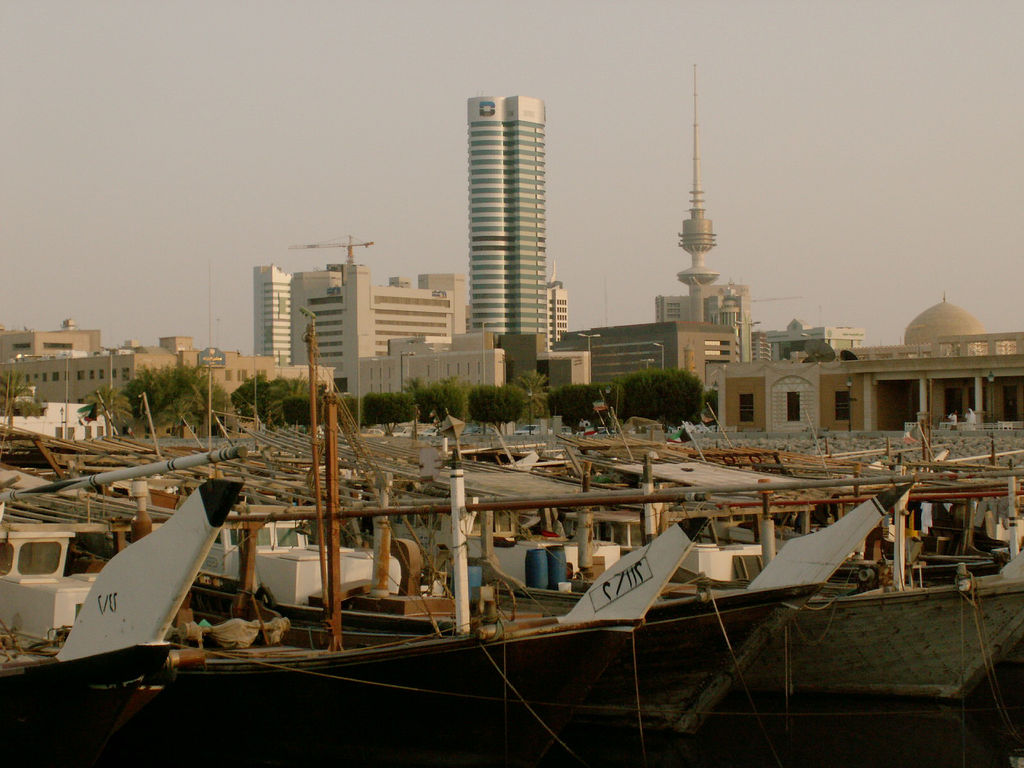
Oraşul Kuweit

- Bayan
- Bneid Al-Qar
- Hawalli
- Jabriya
- Mishref
- Salmiya
- Sabah Al-Salem
- Salwa
- Sharq
- Shuwaikh
- Rumaithiya
- Abdullah Al-Salem
- Al-Nuzha
- Keifan
- Shamiya
- Da'iya
- Faiha
- Qadisiya
- Dasma
- Qurtoba
- Surra
- Yarmouk
- Mansouriah

## Clima
| Date climatice pentru Kuwait City                                                         | Date climatice pentru Kuwait City | Date climatice pentru Kuwait City | Date climatice pentru Kuwait City | Date climatice pentru Kuwait City | Date climatice pentru Kuwait City | Date climatice pentru Kuwait City | Date climatice pentru Kuwait City | Date climatice pentru Kuwait City | Date climatice pentru Kuwait City | Date climatice pentru Kuwait City | Date climatice pentru Kuwait City | Date climatice pentru Kuwait City | Date climatice pentru Kuwait City |
| Luna                                                                                      | Ian                               | Feb                               | Mar                               | Apr                               | Mai                               | Iun                               | Iul                               | Aug                               | Sep                               | Oct                               | Nov                               | Dec                               | Anual                             |
| ----------------------------------------------------------------------------------------- | --------------------------------- | --------------------------------- | --------------------------------- | --------------------------------- | --------------------------------- | --------------------------------- | --------------------------------- | --------------------------------- | --------------------------------- | --------------------------------- | --------------------------------- | --------------------------------- | --------------------------------- |
| Maxima medie °C (°F)                                                                      | 19.5 (67,1)                       | 21.8 (71,2)                       | 26.9 (80,4)                       | 33.9 (93)                         | 40.9 (105,6)                      | 45.5 (113,9)                      | 46.7 (116,1)                      | 46.9 (116,4)                      | 43.7 (110,7)                      | 36.6 (97,9)                       | 27.8 (82)                         | 21.9 (71,4)                       | 34,3 (93,7)                       |
| Minima medie °C (°F)                                                                      | 8.5 (47,3)                        | 10.0 (50)                         | 14.0 (57,2)                       | 19.5 (67,1)                       | 25.4 (77,7)                       | 28.9 (84)                         | 30.7 (87,3)                       | 29.5 (85,1)                       | 26.2 (79,2)                       | 21.5 (70,7)                       | 14.5 (58,1)                       | 9.9 (49,8)                        | 19,9 (67,8)                       |
| Minima istorică °C (°F)                                                                   | −4 (24,8)                         | −1.6 (29,1)                       | −0.1 (31,8)                       | 6.9 (44,4)                        | 14.7 (58,5)                       | 20.4 (68,7)                       | 22.4 (72,3)                       | 21.7 (71,1)                       | 16.0 (60,8)                       | 9.4 (48,9)                        | 2.0 (35,6)                        | −1.5 (29,3)                       | −4 (24,8)                         |
| Ploaie mm (inches)                                                                        | 30.2 (1.189)                      | 10.5 (0.413)                      | 18.2 (0.717)                      | 11.5 (0.453)                      | 0.4 (0.016)                       | 0.0 (0)                           | 0.0 (0)                           | 0.0 (0)                           | 0.0 (0)                           | 1.4 (0.055)                       | 18.5 (0.728)                      | 25.5 (1.004)                      | 116,2 (4,575)                     |
| Nr. mediu de zile ploioase (≥ 0.1 mm)                                                     | 5                                 | 3                                 | 3                                 | 1                                 | 0                                 | 0                                 | 0                                 | 0                                 | 0                                 | 1                                 | 3                                 | 3                                 | 19                                |
| Ore însorite                                                                              | 198.1                             | 222.5                             | 217.6                             | 229.3                             | 272.5                             | 304.5                             | 307.1                             | 301.6                             | 285.1                             | 252.2                             | 216.5                             | 193.5                             | 3.000,5                           |
| Sursa nr. 1: World Meteorological Organization (temperature and rainfall 1994–2008)       |                                   |                                   |                                   |                                   |                                   |                                   |                                   |                                   |                                   |                                   |                                   |                                   |                                   |
| Sursa nr. 2: NOAA (sunshine and records, 1961–1990) source 3 = Wundergound (2012 records) |                                   |                                   |                                   |                                   |                                   |                                   |                                   |                                   |                                   |                                   |                                   |                                   |                                   |

## Orașe înfrățite
- Belgrad Serbia
- Saraievo Bosnia și Herțegovina